# Luca Coati
Luca Coati,, né le 30 novembre 1999 à San Pietro in Cariano, est un coureur cycliste italien.

## Biographie
Luca Coati est originaire de San Pietro in Cariano, une commune située en Vénétie. Son père dirige une menuiserie, tandis que sa mère est femme au foyer. Il a également un grand frère, prénommé Davide, qui a effectué une carrière cycliste chez les amateurs.
Il commence le cyclisme à l'âge de dix ans, lorsqu'il prend une licence au club Ausonia CSI Pescantina. En 2019, il s'impose sur une course régionale et termine sixième de la Coppa della Pace, pour sa deuxième saison espoirs (moins de 23 ans). Il évolue ensuite au sein de l'équipe continentale Casillo-Petroli Firenze-Hopplà en 2020.
En 2021, il intègre la formation Qhubeka, alors réserve de l'équipe World Tour Qhubeka NextHash. Bon sprinteur, il obtient divers tops dix sur des étapes à la Semaine internationale Coppi et Bartali, au Tour d'Italie espoirs ainsi qu'au Tour de Slovaquie. Il se classe également quatrième du championnat d'Italie du contre-la-montre espoirs, cinquième du Circuito del Porto-Trofeo Arvedi et vingtième du championnat d'Europe du contre-la-montre espoirs.

## Palmarès et résultats

### Palmarès par année
- 2019
  - Circuito Alzanese
  - 3e de La Bolghera
- 2021
  - Anniversario Antonio Placci[5]
  - Florence-Viareggio
  - 2e de Florence-Empoli
  - 2e de La Medicea
- 2022
  - Coppa del Mobilio (contre-la-montre)

### Classements mondiaux
| Année                                 | 2021  |
| ------------------------------------- | ----- |
| Classement mondial                    | 1390e |
| UCI Europe Tour                       | 989e  |
|                                       |       |
| Légende : nc = non classéSource : UCI |       |